# シュコドラン・ムスタフィ
シュコドラン・ムスタフィ（Shkodran Mustafi、1992年4月17日 - ）は、ドイツ・ヘッセン州バート・ヘルスフェルト出身の元北マケドニア系アルバニア人サッカー選手。元ドイツ代表。現役時代のポジションはディフェンダー。

## 経歴

### クラブ
ハンブルガーSVの下部組織に所属していた2009年にイングランドのエヴァートンFCへ移籍。2009年12月17日のUEFAヨーロッパリーグ・BATEボリソフ戦でトップチームデビューを果たしたもののプレミアリーグでは出場機会が訪れず、2012年1月に当時セリエBに所属していたUCサンプドリアへ移籍。2011-12シーズンの最終節ASヴァレーゼ戦でリーグ戦初出場を果たした。2013-14シーズンにはセリエAで33試合に出場し、2013年10月26日のアタランタBC戦ではキャリア初得点を記録した。
2014年8月6日、バレンシアCFに5年契約で完全移籍した。ニコラス・オタメンディと組むCBコンビはリーガ屈指の守備力を誇り、評価を高めた。
2016年8月30日、アーセナルFCへの移籍が決定。1月22日のバーンリーFC戦でアーセナルでの初ゴールを記録した。
アーセン・ヴェンゲルには重宝されていたが、ウナイ・エメリが監督に就任すると評価は一転。2018-19シーズンこそアーセナルが3バックを採用したのと、DFラインの怪我が続出したことで出場機会をもらっていたが、翌シーズンにチームがダヴィド・ルイスを獲得すると、凡ミスの多さを指摘され構想外となった。しかしアルテタが監督に就任すると、持ち前のロングパス精度と新システムでのチーム全体のディフェンス力向上により信頼を勝ち取った。2020年7月18日、FAカップ準決勝のマンチェスター・シティFC戦に先発出場するも試合終盤にラヒーム・スターリングと接触して右ハムストリングを負傷し手術を行った。
2021年2月1日、半年契約でシャルケ04への移籍が発表。しかし、既に崩壊状態だったシャルケを救うことは出来ず、ブンデスリーガを最下位で終了。シーズン終了後に退団した。
2021年9月2日、フリーでレバンテUDに加入し、2年契約を交わした。

### 代表

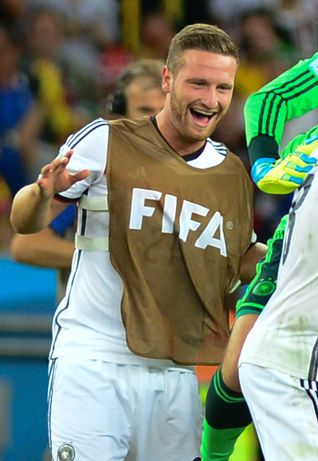
ドイツ代表でのムスタフィ (2014年)

各年代別のドイツ代表選出経験があり、U-17代表時代には2009年のUEFA U-17欧州選手権優勝に貢献。同年のFIFA U-17ワールドカップにも出場している。自身のルーツであるアルバニア代表入りの可能性もあったが、フル代表でもドイツ代表を選択した。
2014年5月13日に行われたポーランド代表との親善試合でA代表初出場を果たした。
2014年5月8日、2014 FIFAワールドカップ本大会に向けた代表候補メンバーに選出された。6月2日に発表された最終メンバー23人には当初選出されなかったが、最終メンバーに選出されていたマルコ・ロイスが負傷により本大会欠場が決まったため代替メンバーとして選出され。ブンデスリーガで1試合も出場することなくワールドカップ本大会に出場した4人目のドイツ人選手となった。
UEFA EURO 2016初戦のウクライナ戦で代表初ゴールを挙げた。
2017年5月、ロシアで開催されるFIFAコンフェデレーションズカップ2017の代表メンバーに選出された。

## 個人成績
| クラブ       | シーズン | リーグ | リーグ | 国内カップ | 国内カップ | リーグカップ | リーグカップ | UEFA | UEFA | 通算 | 通算 |
| クラブ       | シーズン | 出場   | 得点   | 出場       | 得点       | 出場         | 得点         | 出場 | 得点 | 出場 | 得点 |
| ------------ | -------- | ------ | ------ | ---------- | ---------- | ------------ | ------------ | ---- | ---- | ---- | ---- |
| エヴァートン | 2009-10  | 0      | 0      | 0          | 0          | 0            | 0            | 1    | 0    | 1    | 0    |
| エヴァートン | 2010-11  | 0      | 0      | 0          | 0          | 0            | 0            | -    | -    | 0    | 0    |
| エヴァートン | 2011-12  | 0      | 0      | 0          | 0          | 0            | 0            | -    | -    | 0    | 0    |
| エヴァートン | 通算     | 0      | 0      | 0          | 0          | 0            | 0            | 1    | 0    | 1    | 0    |
| サンプドリア | 2011-12  | 1      | 0      | 0          | 0          | -            | -            | -    | -    | 1    | 0    |
| サンプドリア | 2012-13  | 17     | 0      | 0          | 0          | -            | -            | -    | -    | 17   | 0    |
| サンプドリア | 2013-14  | 33     | 1      | 2          | 0          | -            | -            | -    | -    | 35   | 1    |
| サンプドリア | 通算     | 51     | 1      | 2          | 0          | -            | -            | 0    | 0    | 53   | 1    |
| バレンシア   | 2014-15  | 33     | 4      | 3          | 0          | -            | -            | -    | -    | 36   | 4    |
| バレンシア   | 2015-16  | 28     | 2      | 4          | 0          | -            | -            | 10   | 0    | 42   | 2    |
| バレンシア   | 通算     | 61     | 6      | 7          | 0          | -            | -            | 10   | 0    | 78   | 6    |
| アーセナルFC | 2016-17  | 26     | 2      | 4          | 0          | 0            | 0            | 7    | 0    | 38   | 2    |
| 総通算       | 総通算   | 112    | 7      | 9          | 0          | 0            | 0            | 11   | 0    | 132  | 7    |

## 代表歴

### 出場大会
- ドイツ代表
  - 2014 FIFAワールドカップ

### 試合数
- 国際Aマッチ 20試合 2得点（2014年-2017年）[17]

| ドイツ代表 | 国際Aマッチ | 国際Aマッチ |
| 年         | 出場        | 得点        |
| ---------- | ----------- | ----------- |
| 2014       | 6           | 0           |
| 2015       | 3           | 0           |
| 2016       | 6           | 1           |
| 2017       | 5           | 1           |
| 通算       | 20          | 2           |

### 得点
| # | 開催日        | 開催地                                   | 対戦国     | スコア | 結果 | 大会                        |
| - | ------------- | ---------------------------------------- | ---------- | ------ | ---- | --------------------------- |
| 1 | 2016年6月12日 | リール、スタッド・ピエール＝モーロワ     | ウクライナ | 1–0    | 2–0  | UEFA EURO 2016              |
| 2 | 2017年6月10日 | ニュルンベルク、フランケンシュタディオン | サンマリノ | 5–0    | 7–0  | 2018 FIFAワールドカップ予選 |

## タイトル

### クラブ
アーセナル
- FAカップ : 2回（2016-17, 2019-20）
- FAコミュニティ・シールド : 2回（2017,2020）

### 代表
- FIFAワールドカップ : 2014
- FIFAコンフェデレーションズカップ : 2017